# Szoga klán
A Szoga klán (japánul:  蘇我氏, Soga uji) egyike volt a leghatalmasabb nemesi családoknak az Aszuka-korban, a korai japán államban, pontosabban a Jamato államigazgatásban. Nagy szerepet játszott a buddhizmus terjesztésében. Az 5. és a 7. század között monopolizálták a kabane, azaz az örökletes rangot, amit úgy neveztek, hogy a Nagy Omi. Ezen kívül ők voltak a sok család közül az elsők, akik dominálni tudták a japán császári házat befolyásolva annak öröklés rendjét és a császárság politikáját. Az utolsó Szoga előre keltezte minden történelmi munkát, ami Japánban zajlott, de a korábbi tagokról nagyon keveset lehet tudni.

## Történelem
A családról úgy hiszik, hogy Szoga no Isikava alapította, aki a ükunokája volt Kógen császárnak.

## Átírás
Manapság a Szoga családnevet a 蘇我 kandzsival írják. Ez az átirat a Nihonsokiból ered, ahol is 蘇我 az elöljáró mód, melyben a név írva van. Másféle átiratok is előbukkantak a család nevét illetően különböző történelmi dokumentumokban. A két írásjegy, melyek a család nevében benne vannak kandzsikból álló atedzsivel íródtak, viszont ezeknek az írásjegyeknek a jelentései (蘇: "feltámadás"; 我: "maga") nem kapcsolódnak a név jelentéséhez.

## Szoga no Iname
Szoga no Iname nagyminiszter volt 536-tól 570-ig, egészen haláláig. Ő volt az első a Szoga családból, aki nagyon nagy mértékben elérte a trón irányítását a nemességgel. Az egyike a legfőbb módszereinek, mellyel alkalmazni tudta a befolyását a házasság volt, ugyanis két lányát beházasította a császári családba. Egyik lányát Kinmei császárhoz adta, a másikat pedig Jómei császár vette el, akitől született is egy utód. A következő öt császárnak mind volt felesége vagy édesanyja, akik Iname leszármazottai voltak. Így a Szoga család egységesítette és megerősítette az országot azzal, hogy kiszélesítette a császár hatalmát, de egyben maga a császári cím egyfajta szimbólum lett és inkább szellemi vezetővé vált, mivel a Szogák vették át az irányítást a világi ügyeket illetően.

## Kapcsolat a Koreából és Kínából eredő buddhizmussal
A Szoga családnak sok kapcsolata volt külföldiekkel, ebbe beletartoztak a koreaiak és a kínaiak is. A buddhizmus mellett álltak és a kormányzati, valamint kulturális gondolkodásukból eredően a kínai konfucianizmust támogatták. A Szoga család segédkezett a buddhizmus terjesztésében, amikor az legelőször érkezett Japánba, a 6.században szerzetesek által Pekcséből ( japánul Kudara). Sok japán ember abban az időben ellenezte a külföldi szemléleteket és úgy hitték, hogy ez az új vallás sértésnek minősül a kamik, szellemek vagy más istenek szemében, ezért a buddhizmus ellen voltak. A rivális Mononobe és Nakatomi családok ellenségeskedést szítottak az emberekben a buddhizmus ellen, amikor egy újfajta betegség kezdett elterjedni egyidőben egy buddhista szobor érkezésével. Úgy tartották, hogy a járvány egy jel volt, melyet az ott lévő dühös szellemek terjesztettek, ezért az ottani Szoga templomot a palotában leégették. Ennek ellenére a Szoga család erősen hitt abban, hogy a legcivilizáltabb emberek hisznek a buddhizmusban és aktívan folytatták a buddhizmus hírdetését. Egy Buddhát ábrázoló szent képet helyeztek el a legjelentősebb Sintó szentélyben. Szoga no Iname úgy hitte, hogy a buddhizmus a kormány egy új formáját hozta magával, amely felforgatja a nemzetségek önállóságát, egységesítve az embereket a császár alatt. Ötven évnyi ideológiai háború után, a buddhizmus, melyet a Szogák megvédtek, gyökeresen elkezdett Japán részévé válni.

## Politikai önzőség és reagálás
644 végére a Szoga család vezetői nem voltak megelégedve avval, hogy a háttérből tevékenykednek, ezért Szoga no Emisi és fia, Szoga no Iruka elkezdtek egyre kidolgozottabb palotákat és síremlékeket emelni maguknak, ezzel kimutatva, hogy ők „szuverének”.
Erre válaszul a Nakatomi család vezére, Nakatomi no Katamari (aki később a Fudzsivara család megalapítója lett és hagyományosan Fudzsivara no Katamariként volt emlegetve) összeesküvést szőtt Szoga no Kurajamada no Isikava no Maróval és Naka no Óe herceggel (a későbbiekben Tendzsi császárral) és megszervezték Iruka meggyilkolását. Maga Óe herceg támadta meg Irukát egy törvényszéki ülésen, melyen a koreai királyságok által hozott rendeleteket vitatták. Ezen az eseményen Kógjoku császárnő is jelen volt, aki elmenekült a tetthelyről. A támadást Iruka túlélte, de az Óe katonák befejezték, amit a herceg elkezdett és megölték Irukát. Később Szoga no Emisi öngyilkosságot követett el a saját rezidenciájának leégetésével, ezzel is elpusztítva rengeteg fontos törvényszéki papírt. A Szoga család követői szétszóródtak és sokukat megölték, valamint a császárnő lemondott és a bátyja vette át az irányítást Kótoku császárként. A Szogák befolyása a császárság felett hanyatlott és két évvel később a császár elrendelte a Taika reformot, mellyel visszakerült az irányítás az uralkodó kezébe. Ezt a bomlasztó és egyben átalakító eseményt nevezzük az Issi incidensnek.

## Örökség
2005-ben Narában felfedezték egy épület maradványait, mely lehetséges, hogy Szoga no Iruka lakóhelye volt. A romok megegyeznek a Nihonsokiben található leírással.

## Család
- Takenouchi no Sukune (武内宿禰, ?–?)
- Szoga no Isikava (蘇我石川, ?–?)
- Szoga no Macsi (蘇我満智, ?–?)
- Szoga no Karako (蘇我韓子, ?–465)
- Szoga no Koma (蘇我高麗, ?–?)
- Szoga no Iname (蘇我稲目, c.506–570)
- Szoga no Umako (蘇我馬子, 551?–626)
- Szoga no Emisi (蘇我蝦夷, 587–645)
- Szoga no Iruka (蘇我入鹿, 610?–645)
- Szoga no Zentoko (蘇我善徳, ?–?)
- Szoga no Kuramaro (蘇我倉麻呂, ?–?)

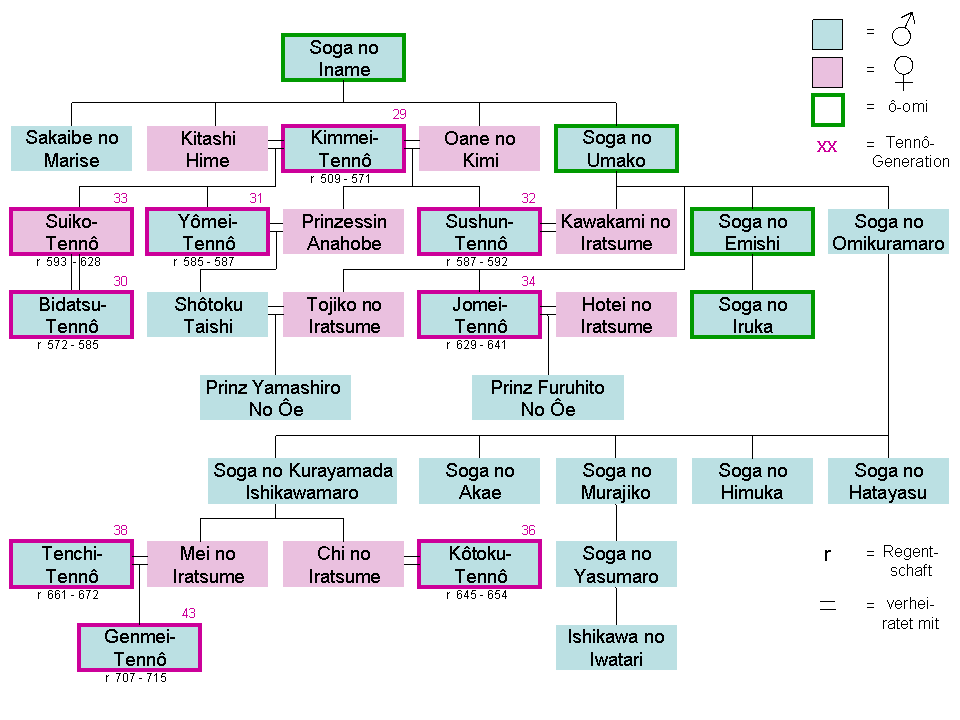
a családfa

- Szoga no Kurajamada no Isikavamaro (蘇我倉山田石川麻呂, ?–649)
- Szoga no Akae (蘇我赤兄, 623?–?)
- Szoga no Muradzsiko (蘇我連子, 611?–664)
- Szoga no Jaszumaro (蘇我安麻呂, ?–?)
- Szoga no Himuka (蘇我日向, ?–?)
- Szoga no Hatajaszu (蘇我果安, ?–672)

## Az Aszuka templom

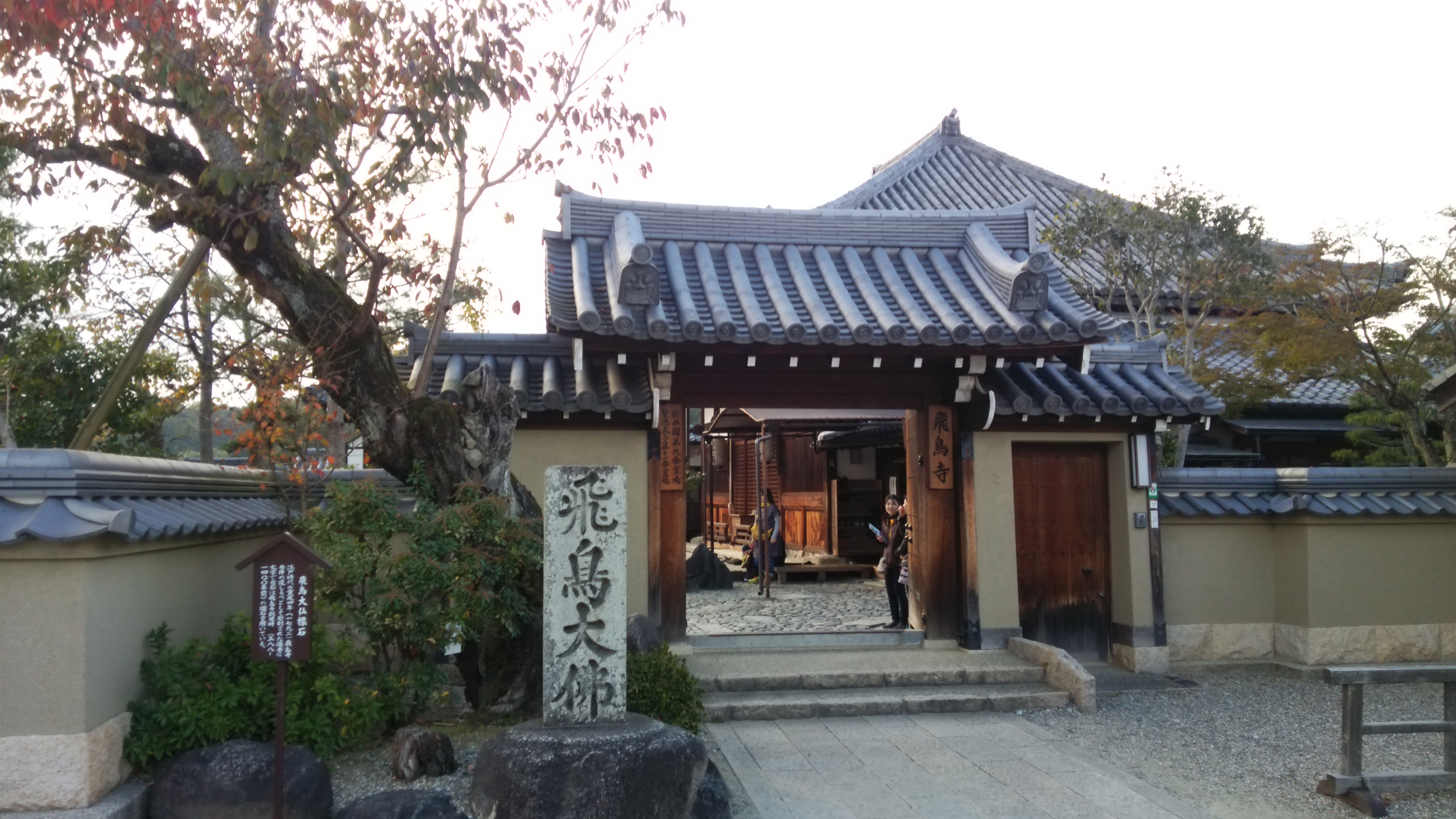
Az Aszuka templom újjá emelve.

Az Aszuka templomot a 6. század végén építette Szoga no Umako. Miután ők győzedelmeskedtek a Mononobe családdal szemben, erősnek kellett lenniük. Ennek érdekében valami nagyszerűt kellett csinálniuk, és így készült el a hatalmas templom. Sajnos ma már nem áll az építmény, de úgy tudjuk, hogy gyönyörű pagodák voltak a templomban, melyeket körbevett három fő folyosó és egy kolostor. Valamint volt egy központi fő kapuja és egy déli fő kapuja.
A 8. században a fővárossal együtt a templomot is áthelyezték az új fővárosba és átnevezték Gangodzsi templomnak. A szerkezetek nagy része már nem áll, de még mindig látszódik a Buddha-szobor, melyet erekelyként őriznek.

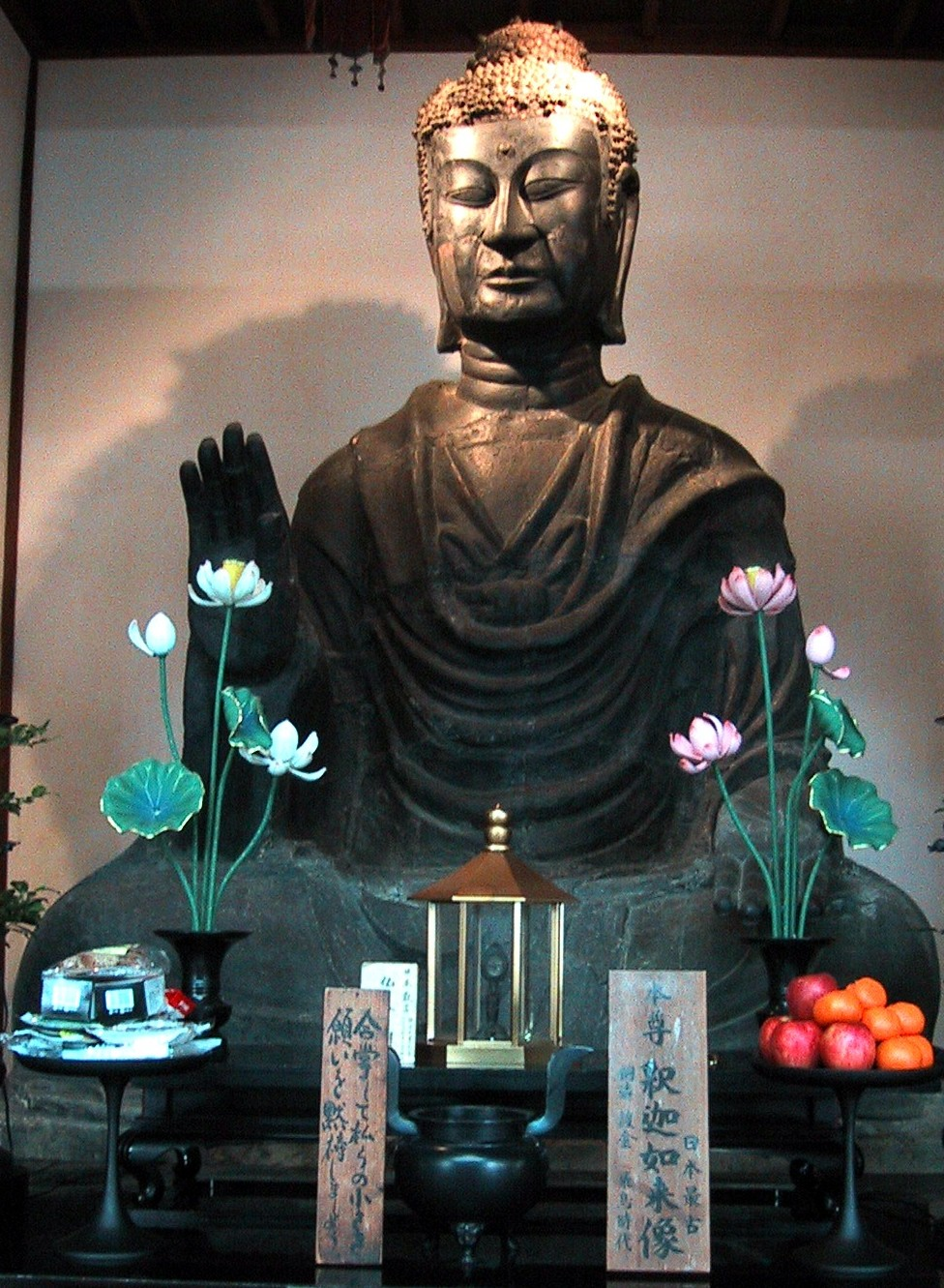
Az Aszuka templomban lévő Nagy Buddha szobor.

Az Aszuka templom a legrégibb templom Japánban és 609-ben épült. Körülbelül 150 évvel idősebb egy másik Buddha szobornál, amely a Todaidzsi templomban áll. Mivel az Aszuka templomban lévő szobor 275 méter magas. úgy nevezik, hogy a Nagy Buddha. Abban az időben Szuiko császárnő, Szoga no Umako és Sotoku herceg cselekedtek annak érdekében, hogy felépülhessen ez a szobor, így felkérték Tori Bussit, hogy készítse el. Tori Bussi egy nagyon híres szobrász volt a 6. század végén és a 7. század elején, mivel nagyon jó minőségű munkákat gyártott és rendkívül professzionális technikát használt. Az alkotásaiban fellelhetőek bizonyos ismertető jelek, mint például a mandula vágású szemek, a száj szélének megemelése és a hosszú arc. Ezen kívül munkái letisztultak, de kiemelkedőek. Egy másik munkája Tori Bussinak a három sakjamuni szobrok, melyek a Horjudzsi templomban találhatóak.
A Buddha-szobor bronzból készült és arany szirmokkal borították be. Sajnos a szoborról idővel lekopott az aranyréteg, ezért mi már nem láthatjuk eredeti kinézetében, de az akkori emberek biztos nagy ámulattal nézhették ezt a hatalmas alkotást.